# GPR25
GPR25 (англ. G protein-coupled receptor 25) – білок, який кодується однойменним геном, розташованим у людей на короткому плечі 1-ї хромосоми.  Довжина поліпептидного ланцюга білка становить 361 амінокислот, а молекулярна маса — 38 779.
| 10         |  | 20         |  | 30         |  | 40         |  | 50         |
| ---------- |  | ---------- |  | ---------- |  | ---------- |  | ---------- |
| MAPTEPWSPS |  | PGSAPWDYSG |  | LDGLEELELC |  | PAGDLPYGYV |  | YIPALYLAAF |
| AVGLLGNAFV |  | VWLLAGRRGP |  | RRLVDTFVLH |  | LAAADLGFVL |  | TLPLWAAAAA |
| LGGRWPFGDG |  | LCKLSSFALA |  | GTRCAGALLL |  | AGMSVDRYLA |  | VVKLLEARPL |
| RTPRCALASC |  | CGVWAVALLA |  | GLPSLVYRGL |  | QPLPGGQDSQ |  | CGEEPSHAFQ |
| GLSLLLLLLT |  | FVLPLVVTLF |  | CYCRISRRLR |  | RPPHVGRARR |  | NSLRIIFAIE |
| STFVGSWLPF |  | SALRAVFHLA |  | RLGALPLPCP |  | LLLALRWGLT |  | IATCLAFVNS |
| CANPLIYLLL |  | DRSFRARALD |  | GACGRTGRLA |  | RRISSASSLS |  | RDDSSVFRCR |
| AQAANTASAS |  | W          |  |            |  |            |  |            |

A: Аланін

C: Цистеїн

D: Аспарагінова кислота

E: Глутамінова кислота

F: Фенілаланін

G: Гліцин

H: Гістидин

I: Ізолейцин

K: Лізин

L: Лейцин

M: Метіонін

N: Аспарагін

P: Пролін

Q: Глутамін

R: Аргінін

S: Серин

T: Треонін

V: Валін

W: Триптофан

Кодований геном білок за функціями належить до рецепторів, g-білокспряжених рецепторів, білків внутрішньоклітинного сигналінгу. 
Локалізований у клітинній мембрані, мембрані.